# Webera nudicaulis
Webera nudicaulis là một loài rêu trong họ Bryaceae. Loài này được Lesq. Lesq. & James mô tả khoa học đầu tiên năm 1884.